# أوبيكيك
أوبيكيك (بالروسية والطاجيكية: Обикиик)، برافدا سابقًا، هي موقع في طاجيكستان. هي العاصمة الإدارية لمقاطعة خورصون في منطقة خاتلون. يبلغ عدد سكان البلدة 12300 (تقديرات يناير 2020).